# Pseudogiria hypographa
Pseudogiria hypographa är en fjärilsart som beskrevs av George Francis Hampson 1926. Pseudogiria hypographa ingår i släktet Pseudogiria och familjen nattflyn. Inga underarter finns listade i Catalogue of Life.